# Trichomanes bissei
Trichomanes bissei är en hinnbräkenväxtart som beskrevs av C.Sánchez. Trichomanes bissei ingår i släktet Trichomanes och familjen Hymenophyllaceae. Inga underarter finns listade.